# Monolepta longicornis
Monolepta longicornis es una especie de insecto coleóptero de la familia Chrysomelidae.
Fue descrita científicamente en 1890 por Jacoby.